# Winfried Rippert

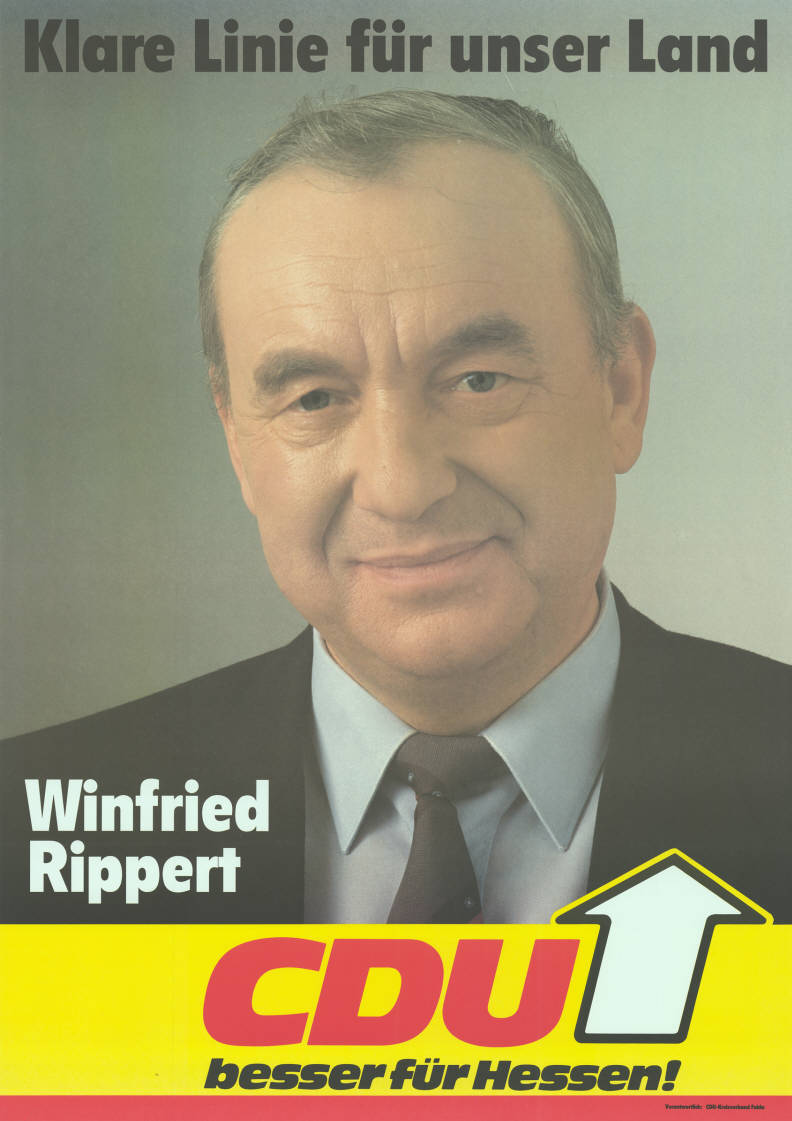
Winfried Rippert auf einem Wahlplakat zur Landtagswahl 1983

Winfried Rippert (* 3. September 1935 in Fulda; † 28. Juli 2020 in Fulda) war ein hessischer Politiker (CDU) und Abgeordneter des Hessischen Landtags.

## Ausbildung und Beruf
Nach dem Abschluss der Volksschule und der kaufmännischen Berufsfachschule machte Rippert eine kaufmännische Ausbildung und wurde Inhaber einer Mineralölhandlung.

## Politik
Seit 1961 ist Rippert Mitglied der CDU und dort langjähriger Vorsitzender der CDU Fulda. 1963 war er stellvertretender Landesvorsitzender der Jungen Union Hessen.
Winfried Rippert war bis 2013 Kreisvorsitzender der Mittelstandsvereinigung der CDU (MIT) in Fulda und dort auch im Präsidium des Landesverbandes.
Seit 1964 war Winfried Rippert Stadtverordneter in Fulda. Dort wie auch im Kreistag Fulda war er stellvertretender Fraktionsvorsitzender der CDU. Weiterhin war er stellvertretender Vorsitzender der Regionalen Planungsgemeinschaft Nordhessen.
Seit dem 5. Dezember 1972 war Rippert Mitglied des Hessischen Landtags. Sein Vorgänger im Landtag war Alfred Dregger. Rippert blieb 8 Wahlperioden lang Landtagsabgeordneter und schied am 4. April 1999 aus dem Parlament aus.

## Sonstige Ämter
Winfried Rippert war in der katholischen Kirche stark engagiert und war 1959 bis 1962 Diozösanjugendführer im Bund der Deutschen Katholischen Jugend.
Rippert war Ehrenmitglied des Deutsch-Amerikanischen Freundschafts-, Kultur- & Sportvereins KONTAKT Fulda e.V.

## Ehrungen
Winfried Rippert erhielt 1987 das Bundesverdienstkreuz am Bande und 1999 die 1. Klasse.
Rippert wurde durch die Stadt Hünfeld mit der Ulrich-Plakette geehrt.